# Pietro de' Medici
Pietro de' Medici, talvolta chiamato Piero o Pedro e noto in Spagna come Don Pedro (Firenze, 3 giugno 1554 – Madrid, 25 aprile 1604), è stato un nobile, generale e politico italiano, figlio ultimogenito di Cosimo I de' Medici, prima duca di Firenze poi granduca di Toscana, e di Eleonora di Toledo, duchessa consorte di Firenze.

## Biografia

### Infanzia

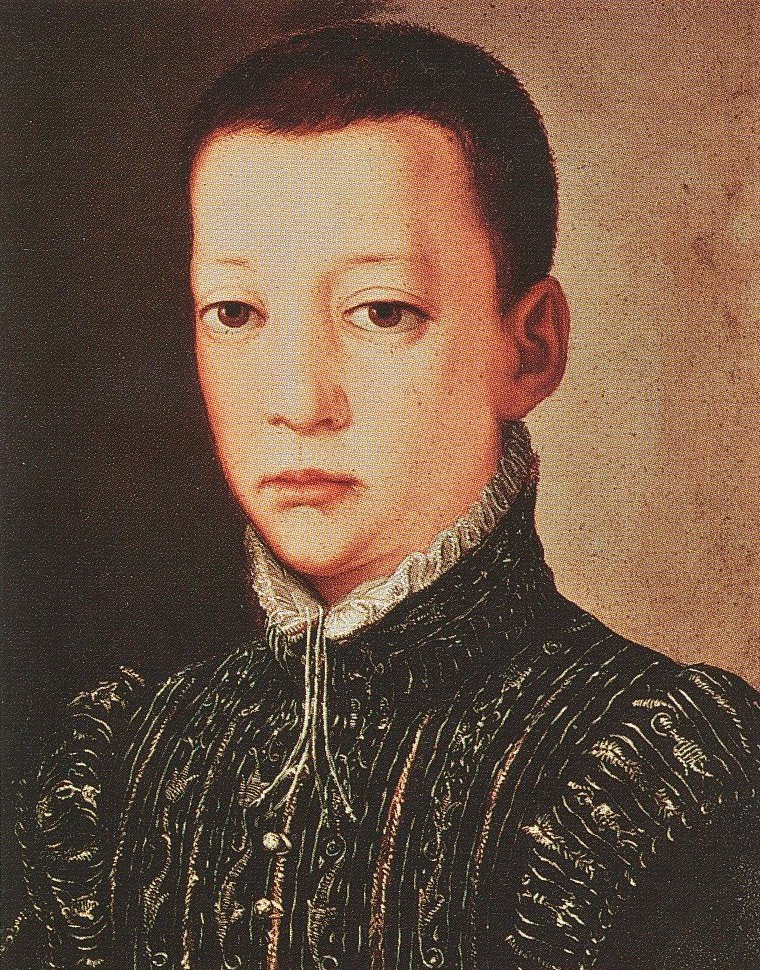
Pietro de' Medici da bambino. Dipinto della bottega del Bronzino.

Nato a Firenze il 3 giugno 1554, prese il nome del nonno materno, morto un anno prima proprio a Firenze. La sua carriera come politico e ambasciatore fu facilitata sin dalla sua nascita. Nel 1571 fu inviato a Roma e nel 1575 a Venezia. A diciannove anni era già generale delle galere toscane (1573), mentre l'anno successivo fu inviato come ambasciatore in Austria.

### Primo matrimonio

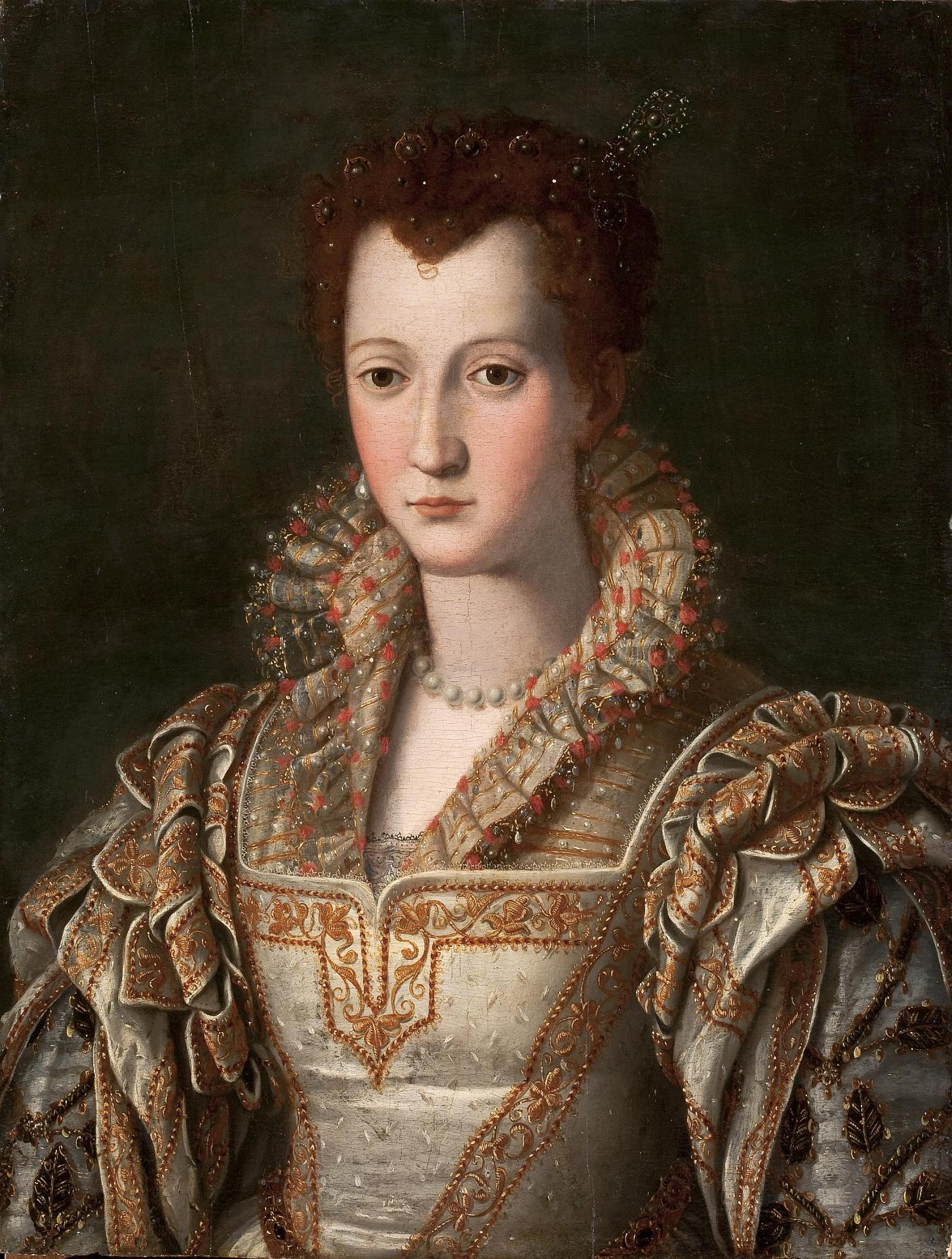
Ritratto di Leonora Álvarez de Toledo di Alessandro Allori

Nel 1571 si sposò con la cugina Leonora di Toledo, figlia di don García di Toledo, fratello di sua madre. Pietro fu un uomo dal carattere fosco e pieno di ombre. Nessun cronista ci risparmia la sua cattiva fama di persona violenta, viziosa, prepotente e scialacquatrice. Trascurava spesso la moglie per donnacce di malaffare. Per caso la raffinata damigella trovò come confidente Bernardo Antinori, appartenente alla nobile famiglia fiorentina degli Antinori.

### Assassinio della moglie
Traditi da alcune missive intercettate, quando Pietro lo venne a sapere decise di liberarsi una volta per tutte della moglie, che lui considerava solo un ostacolo alla sua vita dissoluta e motivo di infamia, scegliendo il modo più brutale: rimasto solo con lei nella villa di Cafaggiolo in un eccesso d'ira (o forse in un calcolato momento lontano da sguardi indiscreti) la soffocò con le sue stesse mani tramite un "asciugatoio", come riportano i documenti dell'epoca. L'Antinori invece moriva in prigione, dopo essere stato arrestato con un pretesto qualsiasi.

### In Spagna

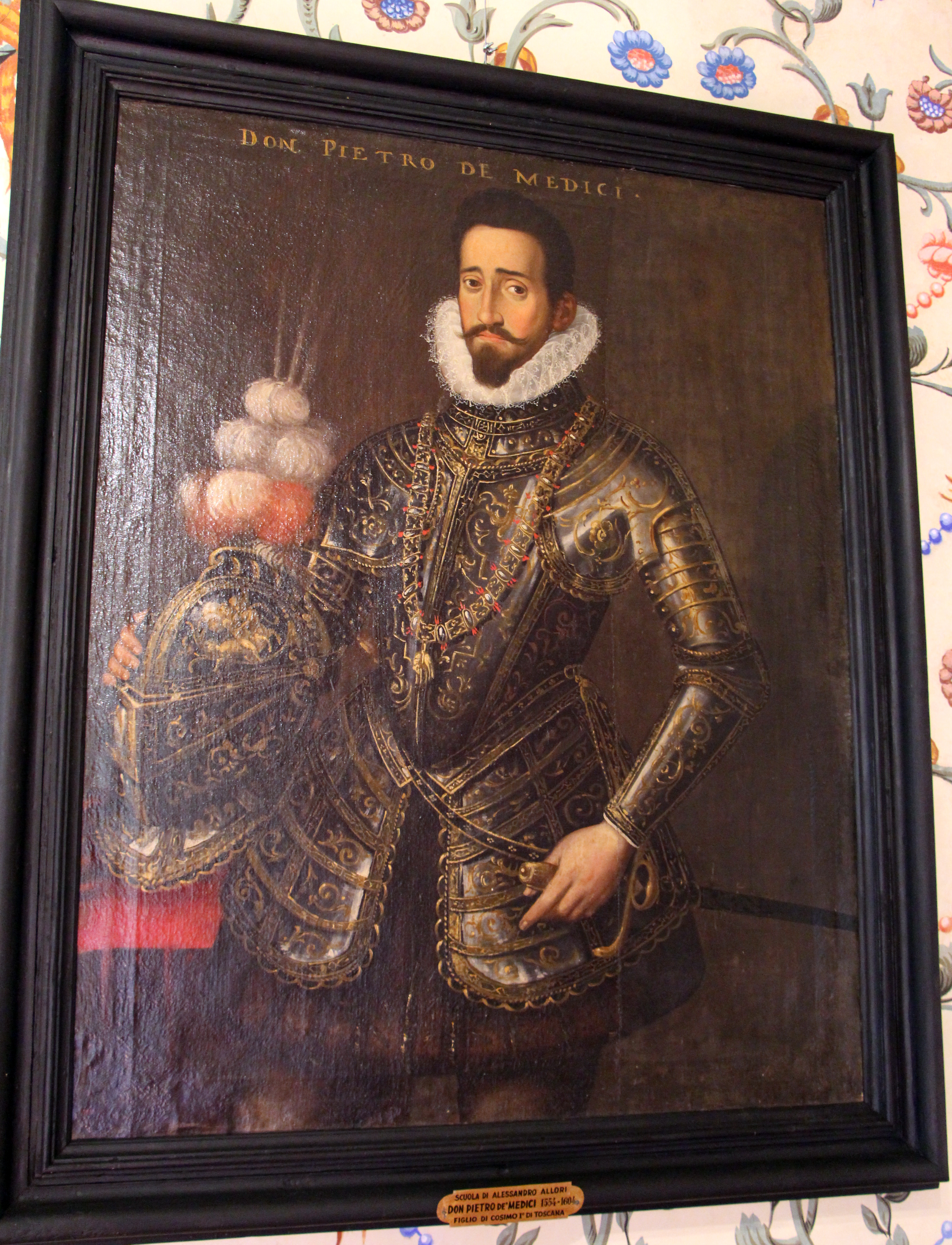
Un ritratto in armatura di Don Pedro conservato nella Villa medicea di Cerreto Guidi

Spedito in Spagna dal fratello, vi rimase almeno fino al 1578, ritornandovi spesso fino a trascorrervi la gran parte del resto della sua vita. Anche qui la sua cattiva fama non fece che accrescersi, venendo additato come scialacquatore e violento.
Nel 1579 fu nominato Generale delle fanterie italiane in Spagna e dopo aver condotto le truppe dall'Italia alla Spagna, divenne ambasciatore fiorentino in quello stato. L'anno dopo lo si trova luogotenente delle stesse truppe di fanteria italiana nella spedizione contro il Portogallo. Stette a Lisbona fino alla fine del 1582 quindi tornò in Spagna, almeno fino al 1584. Dalla sua corrispondenza apprendiamo dei seri problemi finanziari che aveva. 

### Rientro in Italia
Tornò in Italia nel 1584 per chiedere al fratello Granduca Francesco I de' Medici di coprire i suoi debiti, anche se ottenne solo rimproveri per la sua vita dissoluta accanto ad una donna di dubbia reputazione. Nonostante il suo giuramento in espiazione dell'uxoricidio di non sposarsi mai più, i suoi parenti iniziarono a cercare di ammogliarlo di nuovo, per vedere se una moglie potesse porre un freno alla sua vita dissoluta.
Nel 1585 partecipò a un'ambasceria a Roma, mentre dal 1586 al 1589 fu l'ambasciatore toscano a Madrid. In Spagna continuava ad accumulare debiti con il gioco, le scommesse e la vita nel lusso.
Tornato a Firenze dopo la morte del fratello Francesco, avvenuta nel novembre del 1587, vi rimase per circa due anni.

### Secondo matrimonio
Nel 1593 si sposò con Beatriz de Meneses, figlia del primo Duca di Vila Real, che riuscì in parte a stabilizzarlo sia dal punto di vista economico che emozionale, nonostante egli continuasse a frequentare la sua cortigiana favorita Antonia Caravajal, che gli diede cinque figli illegittimi: Cosimo, Catalina, Juana, Pietro e Leonora. Un altro figlio naturale lo ebbe da Maria della Ribera, anche questo chiamato Cosimo.

### Ultimi anni e morte
Scriveva continuamente al fratello Ferdinando I de' Medici, chiedendo sempre una parte delle fortune familiari per coprire i debiti. Nel 1596 si recò anche dal pontefice per cercare di avere un arbitrato sulla sua controversia familiare, che si risolse con un niente di fatto.
Morì coperto di debiti nel 1604, non ancora cinquantenne. I suoi figli illegittimi si trovavano già a Firenze, sotto le cure dei parenti, ma esclusi da una qualsiasi successione. Fu sepolto nel Monastero della Santissima Trinità (Monasterio de la Santísima Trinidad) a Madrid, ma il suo corpo venne in seguito traslato a Firenze da Cosimo II de' Medici.

## Discendenza
Dalla legittima consorte Leonora Álvarez de Toledo ebbe:
- Cosimo (10 febbraio 1573 - agosto 1576), morì un mese dopo l'assassinio della madre.[4]

Dall'amante Antonia Caravajal ebbe cinque figli illegittimi:
- Cosimo (post 1577 - 1644), a Firenze dal 1605
- Maria Catalina, a Firenze dal 1605 dove prese i voti nel monastero delle Murate
- Juana, a Firenze dal 1605 dove entrò nello stesso convento della sorella
- Pietro (1592 - 1654), cavaliere di Malta, dopo essere arrivato a Firenze nel 1605 fece una carriera politica e militare: Governatore di Livorno dal 1619 al 1627, Inviato mediceo a Milano nel 1629 e a Genova nel 1630, infine Capitano Generale della Cavalleria Medicea dal 1637. Fu al servizio della Spagna segnalandosi, più che per le sue imprese, per le sue continue pretese di denaro e di onori. Condusse una vita turbolenta e uccise la moglie.[5]
- Leonora (1592 - ?), a Firenze dal 1605 dove entrò nello stesso convento delle sorelle

Dall'amante Maria de la Ribera, nobildonna spagnola che citò Pietro alla corte di Castiglia per avere supporto economico, ebbe:
- Cosimo (Madrid, 1588 - documentato fino al 1610), arrivato a Firenze nel 1605 venne mandato a studiare al seminario gesuita di Ingolstadt; tornato a Firenze, per il suo carattere ribelle venne dato ai monaci olivetani, ma la sua natura violenta non ne fu dominata; dopo aver ucciso il conte Bentivoglio in una rissa venne imprigionato e poi fuggì in Spagna, dove si arruolò nell'esercito che partiva per le Fiandre.

## Ascendenza
|                                  |                                       |                                       | Genitori                     |  |  | Nonni |  |  | Bisnonni             |  |  | Trisnonni                |  |
|                                  |                                       |                                       |                              |  |  |       |  |  | Giovanni il Popolano |  |  | Pierfrancesco il Vecchio |  |
|                                  |                                       |                                       |                              |  |  |       |  |  | Giovanni il Popolano |  |  | Pierfrancesco il Vecchio |  |
|                                  |                                       | Laudomia Acciaiuoli                   |                              |  |  |       |  |  | Giovanni il Popolano |  |  |                          |  |
| Giovanni dalle Bande Nere        |                                       |                                       |                              |  |  |       |  |  | Giovanni il Popolano |  |  |                          |  |
|                                  |                                       | Caterina Sforza                       | Galeazzo Maria Sforza        |  |  |       |  |  |                      |  |  |                          |  |
|                                  |                                       | Caterina Sforza                       | Galeazzo Maria Sforza        |  |  |       |  |  |                      |  |  |                          |  |
|                                  |                                       | Caterina Sforza                       | Lucrezia Landriani           |  |  |       |  |  |                      |  |  |                          |  |
| Cosimo I de' Medici              |                                       | Caterina Sforza                       |                              |  |  |       |  |  |                      |  |  |                          |  |
|                                  |                                       | Jacopo Salviati                       | Giovanni Salviati            |  |  |       |  |  |                      |  |  |                          |  |
|                                  |                                       | Jacopo Salviati                       | Giovanni Salviati            |  |  |       |  |  |                      |  |  |                          |  |
|                                  |                                       | Jacopo Salviati                       | Elena Gondi                  |  |  |       |  |  |                      |  |  |                          |  |
| Maria Salviati                   |                                       | Jacopo Salviati                       |                              |  |  |       |  |  |                      |  |  |                          |  |
|                                  |                                       | Lucrezia di Lorenzo de' Medici        | Lorenzo de' Medici           |  |  |       |  |  |                      |  |  |                          |  |
|                                  |                                       | Lucrezia di Lorenzo de' Medici        | Lorenzo de' Medici           |  |  |       |  |  |                      |  |  |                          |  |
|                                  |                                       | Lucrezia di Lorenzo de' Medici        | Clarice Orsini               |  |  |       |  |  |                      |  |  |                          |  |
| Pietro de' Medici                |                                       | Lucrezia di Lorenzo de' Medici        |                              |  |  |       |  |  |                      |  |  |                          |  |
|                                  | Fadrique Álvarez de Toledo y Enríquez | García Álvarez de Toledo y Carrillo   |                              |  |  |       |  |  |                      |  |  |                          |  |
|                                  | Fadrique Álvarez de Toledo y Enríquez | García Álvarez de Toledo y Carrillo   |                              |  |  |       |  |  |                      |  |  |                          |  |
|                                  | Fadrique Álvarez de Toledo y Enríquez | María Enríquez de Quiñones y Cossines |                              |  |  |       |  |  |                      |  |  |                          |  |
| Pedro Álvarez de Toledo y Zúñiga | Fadrique Álvarez de Toledo y Enríquez |                                       |                              |  |  |       |  |  |                      |  |  |                          |  |
|                                  |                                       | Isabel de Zúñiga                      | Álvaro de Zúñiga y Guzmán    |  |  |       |  |  |                      |  |  |                          |  |
|                                  |                                       | Isabel de Zúñiga                      | Álvaro de Zúñiga y Guzmán    |  |  |       |  |  |                      |  |  |                          |  |
|                                  |                                       | Isabel de Zúñiga                      | Leonor Pimentel y Zúñiga     |  |  |       |  |  |                      |  |  |                          |  |
| Eleonora di Toledo               |                                       | Isabel de Zúñiga                      |                              |  |  |       |  |  |                      |  |  |                          |  |
|                                  |                                       | Luis Pimentel                         | Rodrigo Alonso Pimentel      |  |  |       |  |  |                      |  |  |                          |  |
|                                  |                                       | Luis Pimentel                         | Rodrigo Alonso Pimentel      |  |  |       |  |  |                      |  |  |                          |  |
|                                  |                                       | Luis Pimentel                         | María Pacheco y Portocarrero |  |  |       |  |  |                      |  |  |                          |  |
| María Osorio y Pimentel          |                                       | Luis Pimentel                         |                              |  |  |       |  |  |                      |  |  |                          |  |
|                                  |                                       | Juana Osorio                          | Pedro Álvarez Osorio         |  |  |       |  |  |                      |  |  |                          |  |
|                                  |                                       | Juana Osorio                          | Pedro Álvarez Osorio         |  |  |       |  |  |                      |  |  |                          |  |
|                                  |                                       | Juana Osorio                          | María de Bazán               |  |  |       |  |  |                      |  |  |                          |  |
|                                  |                                       | Juana Osorio                          |                              |  |  |       |  |  |                      |  |  |                          |  |